# Anisus centrifugops
Anisus centrifugops е вид коремоного от семейство Planorbidae. Видът е незастрашен от изчезване.

## Разпространение
Разпространен е в Русия (Амурска област и Приморски край).